# Ocena tveganja za človekovo zdravje pri izpostavljenosti kemikalijam
Poznavanje ocene tveganja za zdravje pri izpostavljenosti kemikalijam je ključnega pomena, da zagotovimo varno proizvodnjo in njihovo uporabo. 
Preden se osredotočimo na pojasnitev ocene tveganja, je potrebno definirati kaj je tveganje. Tveganje je verjetnost, da se pojavi določen neželeni učinek pri osebi ali skupini oseb, zaradi izpostavljenosti določenemu odmerku nevarne kemikalije. Tveganje je torej produkt nevarnosti in izpostavljenosti tej nevarnosti.
Ocena tveganja je stopenjski proces, ki vključuje naslednje elemente: ugotovitev nevarnih lastnosti kemikalije, oceno učinkov (odnos med odmerkom in učinkom), oceno izpostavljenosti in opredelitev tveganja.

## Ugotovitev nevarnih lastnosti
Cilj je ugotoviti nevarne lastnosti oz. neželene učinke snovi. Pri tem upoštevamo možne toksične učinke (akutna toksičnost, dražilnost, jedkost, preobčutljivost (senzibilacija), toksičnost pri ponovljenih odmerkih, mutagenost, rakotvornost in toksičnost za razmnoževanje). Gre za pregled in oceno vseh že znanih podatkov o spojini.

## Ocena razmerja med odmerkom in učinkom

### Toksičnost pri ponovljivih odmerkih in toksičnost za razmnoževanje
Za te dve vrsti toksičnosti se v začetku izračuna krivuljo odvisnosti od odmerka. Iz tega se ugotovi pri kateri koncentraciji ni več mogoče opaziti neželenih učinkov (NOAEL). Če NOAEL-a ne moremo določiti, določimo najnižji odmerek pri katerem je mogoče opaziti neželen učinek (LOAEL).
NOAEL(no-observed-adverse-effect level) (mg/kg/dan): najvišji testni odmerek pri katerem nismo opazili nobenih negativnih učinkov.
LOAEL (lowest-observed-adverse-effect level) (mg/kg/dan): najnižji testni odmerek pri katerem smo opazili negativne učinke

### Akutna toksičnost
Za oceno akutne toksičnosti, ko določitev NOAEL in LOAEL ni mogoča, se določa letalno dozo ali letalno koncentracijo (LD50, LC50), ali diskriminatorni odmerek iz testov s konstantnim odmerkom.

### Mutagenost in rakotvornost
Ti dve lastnosti se določata z oceno strukturnih, fizikalnih in kemijskih lastnosti, ki povzročajo karcinogenezo ali mutagenezo. Za snovi, katerih podatki kažejo na mutagenost ne pa genotoksičnosti, je potrebno določiti LOAEL ali NOAEL.

## Ocena izpostavljenosti
Gre za oceno odmerka, ki bi ji lahko bile izpostavljene različne skupine prebivalstva (poklicni uporabniki, potrošniki ali prek okolja izpostavljeno prebivalstvo). 
Upoštevajo se predvsem: 
- rezultati meritev izpostavljenosti,
- količina proizvedene/uvožene snovi,
- v kakšni obliki (čista snov/ pripravek) se proizvaja, uvaža, daje v promet ali     uporablja,
- katere so kategorije uporabe
- kakšni so procesi, kjer se snov proizvaja
- kako se uporablja snov
- kakšne so njene fizikalne in kemijske lastnosti
- kateri so njeni razgradni produkti
- katere so možne poti izpostavljenosti in sposobnost absorpcije
- kako pogosta in kako dolga je izpostavljenost
- kakšne so lastnosti in velikosti izpostavljenih skupin.[1]

## Opredelitev tveganja

### Definicija parametrov, ki se uporabljajo pri opredelitvi tveganja
AEL (Accebtable Exposure Level - sprejemljiva raven izpostavljenosti) (mg/kg telesne teže/dan): vrednost izpostavljenosti neki sovi, ki je ljudje ne smemo preseči. AEL=NOAEL / AF.
RCR (Risk Characterization Ratio): je razmerje med izpostavljenostjo in sprejemljivo ravnjo izpostavljenosti. RCR = izpostavljenost/AEL. Vrednost RCR nam pove ali je tveganje ustrezno kontrolirano. RCR mora biti manjši od 1, da lahko rečemo da je tveganje ustrezno kontrolirano.
MOS (Margin Of Safety - varna meja uporabe): Gre za neposredno primerjavo izpostavljenosti in najnižjih testnih odmerkov, kjer škodljivi učinki niso bili opaženi (NOAEL). MOS=NOAEL/izpostavljenost. Dobljena vrednost se nato primerja s skupnimi varnostnimi faktorji (AF). Če je MOS>AF je tveganje ustrezno kontrolirano, v obratnem primeru pa ne.
ADI (Accaptable Daily Intake - sprejemljiv dnevni vnos)(mg/kg telesne mase/dan): Parameter, uporabljen za snovi, ki so namerno dodane hrani. Gre za dnevni odmerek živilskega dodatka, ki smo mu lahko izpostavljeni vse življenje brez tveganja za zdravje. ADI=NOAEL/AF
TDI (Tolerable Daily Intake): Parameter, uporabljen za snovi, ki so nenamerno prisotne v hrani.
ARfD (Acute Reference Dose - akutna referenčna doza): Gre za oceno količine snovi v hrani in/ali pitni vodi, ki smo ji lahko, brez tveganja za zdravje, izpostavljeni v času 24 ur ali manj.
AF (Asesment Factor - varnostni faktor): Gre za opredelitev eksperimentalne negotovosti. To je stopnja negotovosti pri prenosu eksperimentalnih podatkov iz omejenega števila vrst v kompleksne naravne sisteme. V splošnem velja, da se z intenzivnostjo, obsežnostjo in trajanjem raziskav zmanjša eksperimentalna negotovost in s tem tudi varnostni faktor.
1. 1 2 3 4 5 6 7 8 9 10 11 12 13 14 15  Mašič, L.P.; Dolenc, M.S. (2016). Vaje iz Toksikološke kemije. Univerza v Ljubljani. str. 16–33. COBISS 286732288